# 데스티네이션 웨딩
《데스티네이션 웨딩》(영어: Destination Wedding)은 미국에서 제작된 빅터 레빈 감독의 2018년 로맨틱 코미디 드라마 영화이다. 키아누 리브스, 위노나 라이더 등이 주연으로 출연하였고, 엘리자베스 델 등이 제작에 참여하였다.
2018년 8월 31일 리개타에 의해 미국에서 극장 개봉되었다.

## 줄거리
두 중년 프랭크와 린지는 공항에서 마주쳐 함께 비행기를 기다리던 중 말다툼을 하게 된다. 8인승 비행기 바로 옆자리에 앉게 된 둘은 목적지가 파소로블레스 휴양지 결혼식장("destination wedding")으로 동일하다는 걸 알게 된다.
결혼식 주인공인 신랑 키스는 프랭크의 이부 형제인 동시에 린지의 전 약혼자이다. 어두운 가족사가 있는 프랭크는 결혼식에 참석하기 싫어하고, 린지는 6년 전에 자신을 일방적으로 차버린 키스와 마무리를 짓기 위해서라도 하객 임무를 완수하려한다.
JD 파워 마케팅 담당인 프랭크와 검사인 린지는 서로의 직업을 비하하는 등 계속 부딪히면서도 결혼 행사 내내 끊임없이 대화를 이어나간 끝에 입을 맞추고 잠자리를 갖는다.
각자 집으로 돌아가기 전날 밤 린지는 프랭크에게 좋아한다고 말하며 교제 의사를 밝힌다. 하지만 사랑을 믿지 않으며 혼자가 편하다는 프랭크에게 거절당하는데...

## 출연
- 키아누 리브스 - 프랭크 역
- 위노나 라이더 - 린지 역

## 기타
- 책임 제작: 웨인 마크 고드프리
- 공동 제작: 팸 딕슨
- 협력 제작: 바바크 에프테카리, 아르노 라니크
- 배역: 팸 딕슨
- 미술: 캘리 앤드리에이디스
- 의상: 저스틴 시모어
- 음향 감독: 잭 시버스